# Ōnishi Kyojin
Ōnishi Kyojin (japanisch 大西 巨人; geboren 20. August 1916 in Fukuoka (Präfektur Fukuoka); gestorben 12. März 2014) war ein japanischer Schriftsteller und Literaturkritiker.

## Leben und Wirken
Ōnishi Kyojin brach ein Studium der Rechtswissenschaft an der Universität Kyūshū ab und nahm eine Arbeit als Reporter bei der Zeitung Mainichi Shimbun auf. Während des Pazifikkriegs wurde er eingezogen und kam zur schweren Artillerie auf der Insel Tsushima.
Nach dem Krieg unterstützte Ōnishi mit Kollegen die Verbreitung des Literaturmagazins „Kindai Bungaku“ (近代文学). Er schloss sich der „Sōgō Bunka Kyōkai“ (綜合文化協会) und der „Shin-Nihon Bunka Gakkai“ („Literaturgesellschaft Neues Japan“) an. Seine erste Romansammlung war 1949 „Seishin no hyōten“ (精神の氷点) – „Seelischer Gefrierpunkt“, aber erst „Zokujō to no kettaku“ (俗情との結託) – etwa „Absprache mit dem Profanen“ aus dem Jahr 1952, in dem er Noma Hiroshis „Shinkū chitai“ (真空地帯) – „Vakuumzone“ kritisierte und sich darüber mit dem Marxisten Miyamoto Kenji stritt, machte ihn bekannt.
In seinem Werk „Shinsei Kigeki“ (神聖喜劇) – „Heiligen Komödie“, das in Fortsetzungen von 1960 bis 1970 in dem Magazin der „Shin-Nihon Bunka Gakkai“ erschien und das dann in 5 Bänden mit 4700 Seiten veröffentlicht wurde, zeigt er den Widerstand von Soldaten gegen die Armee-Strukturen auf, basierend auf seinem hervorragenden Gedächtnis, was die Einzelheiten seiner Dienstzeit betrifft. Weitere umfangreiche Werke sind „Tenji no naraku“ (天路の奈落), 1984, „Jigokuhensō sōmeikyoku“ (地獄変相奏鳴曲) 1988, „Sammi-ittai no shinwa“ (三位一体の神話) 1992 und die Sammlung von Erzählungen „Gorimu“ (五里霧) – „Die Verwirrung“ 1994.
Als Ōnishi ältester Sohn Akahito (赤人) wegen dessen Hämophilie die Zulassung zur Oberschule verweigert wurde, setzte er sich mit allen juristischen Mitteln für ihn ein. Auf dieser Linie verfasste er auch „Ummei no kake“ (運命の賭け) – „Schicksalswette“ 1985, das schicksalhafte Vererbung und das Problem älterer Menschen diskutiert, und „Meikyū“ (迷宮) – „Labyrinth“ (1995), eine Erzählung, die fast Romangröße hat. Dazu kommen „Sensō to sei to kakumei“ (戦争と性と革命) – „Krieg und sexuelle Revolution“ (1969) und die Sammlung seiner Kritiken „Kyojin Hihyō-shū“ (巨人批評集) 1975.
Ōnishi Stil ist geprägt von starker Verwendung sinojapanischer Begriffe, von Metaphern, Betonung der Logik der Geschichte und klarer Herausstellung des Themas.